# 拉萨河大桥 (青藏铁路)
拉萨河特大桥是一座青藏铁路上的桥梁，位于拉萨市境内的拉萨河上。拉萨河特大桥由中铁大桥局建设，全长928.85米，主跨108米，贯通于2005年5月13日，2006年7月随青藏铁路通车而启用。拉萨河特大桥是青藏铁路全线唯一非标准设计的特大型桥梁，主桥墩为牦牛腿式变截面双圆柱墩，引桥桥墩为雪莲花式变截面圆端形墩，主跨为双层叠拱结构，融合西藏民族特色与现代风格。